# Перенчук Євграф Терентійович
Євграф Терентійович Перенчук (23 грудня 1899, село Княже, тепер село Княжа Криниця Крижопільського району Вінницької області — ?) — український радянський діяч, голова колгоспу «Нове життя» Крижопільського району Вінницької області. Депутат Верховної Ради СРСР 1-го скликання.

## Біографія
Народився в селянській родині. Закінчив церковноприходську школу, потім — агрошколу. Працював у сільському господарстві. З 1925 працював головою сільської споживчої кооперації.
Член ВКП(б) з 1926 року.
З 1928 року — колгоспник колгоспу села Радянського (колишня назва — Княже).
З 1931 року — голова колгоспу «Нове життя» села Радянське Крижопільського району Вінницької області.
Працював головою виконавчого комітету Крижопільської районної ради депутатів трудящих Вінницької області.
Під час німецько-радянської війни перебував на підпільній роботі, служив у Червоній армії. Був важко контужений і 17 місяців лікувався у військовому госпіталі. У 1944 році повернувся до рідного села.
У 1950-х роках працював керуючим Крижопільської районної заготівельної контори, а з 1956 року був персональним пенсіонером союзного значення. Обирався головою виконавчого комітету Крижопільської селищної ради депутатів трудящих Вінницької області.